# Monticelli Pavese
Monticelli Pavese är en ort och kommun i provinsen Pavia i regionen Lombardiet i Italien. Kommunen hade 732 invånare (2018).